# Ендрюсит
Ендрюси́т, ендр'юсит, андрюсит (рос. эндрьюсит; англ. andrewsite; нім. Andrewsit m) — мінерал, гідроксилфосфат міді і заліза.

## Етимологія та історія
Назва — за прізвищем англійського хіміка Т. Ендрюса.

## Загальний опис
Хімічна формула: (Cu2+, Fe2+)·(Fe3+)3·(PO3−
4)3·(OH−)2.
Містить (%): Cu — 12,58; FeO — 8,23; Fe2О3 — 43,55; Р2О5 — 25,81; Н2О — 9,83.
Сингонія ромбічна і моноклінна.
Густина 3,48.
Твердість 4.
Колір темно-зелений.
Блиск — шовковистий.
Утворює натічні радіально-волокнисті агрегати. Рідкісний.
Виявлений на руднику Вест-Фенікс (Корнуолл, Англія), де асоціює з лімонітом, дюфренітом, халькосидеритом і купритом. Рідкісний.